# Landeszentrale für Gesundheitsförderung in Rheinland-Pfalz
Die Landeszentrale für Gesundheitsförderung in Rheinland-Pfalz e. V. (LZG) ist ein gemeinnütziger Verein. Sie wurde 1973 gegründet und ist politisch und konfessionell unabhängig. Ziel der LZG ist es, für einen gesunden Lebensstil zu werben, die Bevölkerung über gesundheitliche Risiken und ihre Vermeidbarkeit zu informieren und den Austausch zwischen Fachleuten zu fördern. Die Landeszentrale hat ihren Sitz in Mainz, Geschäftsführerin ist Susanne Herbel-Hilgert.

## Aufgaben
Zu den satzungsgemäßen Aufgaben der LZG als eine zentrale gesundheitsfördernde Institution im Land Rheinland-Pfalz zählt es, die Bürger von Rheinland-Pfalz bei einer gesunden Lebensweise zu unterstützen. Die LZG entwickelt, plant und koordiniert Projekte zur Gesundheitsförderung und Prävention und führt diese regional und landesweit durch. Sie arbeitet gemeinsam mit Einrichtungen des Gesundheitswesens und vernetzt sie untereinander. Außerdem bietet sie Fort- und Weiterbildungen für Multiplikatoren an. Sie entwickelt Materialien zur Gesundheitsförderung, betreibt Öffentlichkeitsarbeit im Dienste der Prävention und sorgt somit für Transparenz und Verbreitung von Gesundheitsinformationen.
Dazu arbeitet die LZG nach einer Grundstruktur, die auf drei Säulen basiert. Zum einen kommen massenkommunikative Elemente zum Einsatz. Dies sind Broschüren, Faltblätter, Plakate, Dokumentationen, Gesundheitstelefon, Homepage, sowie Presse- und Öffentlichkeitsarbeit. Nahezu alle Publikationen stehen der Bevölkerung kostenlos zur Verfügung. Personalkommunikative Elemente in der Arbeit der LZG sind Veranstaltungen mit regionalen und überregionalen Partnern, Modell-Projekte, Kampagnen, Peer-Group-Projekte, Projektberatung sowie Ausstellungen. Die dritte Säule bilden qualifizierende Elemente. Dazu zählen Fachtage, Seminare und Fortbildungen, E-Learning, Qualitätssicherung und Arbeitshilfen. Diese Qualifizierungsangebote und Handlungsanleitungen haben das Ziel, Menschen insbesondere in ihrer Funktion als Multiplikatoren zu unterstützen und sie zu befähigen, Gesundheitsförderung in ihr Wirkungs- und Lebensfeld zu transportieren.

## Schwerpunkte
Die LZG gliedert sich schwerpunktbezogen in vier Arbeitsbereiche, die sich mit ihren Angeboten an Menschen aller Altersgruppen, in allen Lebensphasen und sozialen Lagen richten.  
- Der Arbeitsbereich „Gesund aufwachsen“ hat zum Ziel, Kindern und Jugendlichen einen chancengleichen Zugang zu Gesundheit zu ermöglichen. Mit Angeboten in Kita und Schule unterstützt die LZG die Resilienz und Gesundheitskompetenz von Kindern, informiert Jugendliche über Themen der sexuellen Gesundheit und bietet Lehrkräften und pädagogischem Personal Fortbildungen zum Umgang mit psychischen Problemen im Jugendalter an.[10]
- Der Arbeitsbereich „Gesund leben, arbeiten und altern“ unterstützt die Menschen in Rheinland-Pfalz, ihre Arbeitsfähigkeit sowie ihre seelische und körperliche Gesundheit zu erhalten und durch Bewegung fit zu bleiben. Digitale Plattformen der LZG ermöglichen, niedrigschwellige Bewegungsangebote in der Nähe zu recherchieren[11] oder bei psychischen Problemen ortsnahe Hilfe zu finden. Im Rahmen der Initiative Organspende Rheinland-Pfalz leistet die LZG Aufklärungsarbeit.[12]
- Der Arbeitsbereich „Kommunale Gesundheitsförderung“ betrachtet Kommunen als übergeordnete Lebenswelt, der eine entscheidende Bedeutung für die Entwicklung von Gesundheitsförderung und Prävention zukommt. Die LZG berät Akteure im kommunalen Raum zum Aufbau und zur Weiterentwicklung von gesundheitsfördernden Strukturen, qualifiziert zu Instrumenten der Qualitätsentwicklung und vernetzt auf regionaler und landesweiter Ebene.[13] Die Koordinierungsstelle Gesundheitliche Chancengleichheit (KGC) in der LZG hat das Ziel, Gesundheit bei sozial benachteiligten Menschen zu stärken.[14]
- Im Arbeitsbereich „Gesundheit und Erwerbslosigkeit“ befasst sich die Koordinierungsstelle Gesundheitliche Chancengleichheit (KGC) in Trägerschaft der LZG mit der Gesundheitsförderung für erwerbslose Menschen. Die KGC ist zu diesem Zweck von den Krankenkassen und -verbänden in Rheinland-Pfalz beauftragt, das Programm „teamw()rk für Gesundheit und Arbeit“ durchzuführen. Die Angebote des Programms richten sich an erwerbslose Menschen und orientieren sich thematisch und organisatorisch an deren Bedarf und Lebenswelt. Daneben erhalten Fachkräfte in der Arbeit mit erwerbslosen Menschen Informations- und Weiterbildungsangebote.[15]

## Organisationsstruktur
Insgesamt haben sich rund 80 Organisationen und Verbände in der LZG zusammengeschlossen, vornehmlich aus den Bereichen Gesundheit, Bildung, Wohlfahrt, Wirtschaft und Selbsthilfe.
Der Verein wird geleitet und nach außen vertreten durch einen ehrenamtlichen Vorstand sowie eine hauptamtliche Geschäftsführung. Ein Kuratorium unter Vorsitz des rheinland-pfälzischen Gesundheitsministers oder der Gesundheitsministerin begleitet die Arbeit der LZG.
Das Land Rheinland-Pfalz unterstützt die LZG. Finanzielle Förderung erhält sie im Wesentlichen aus Mitteln des Ministeriums für Wissenschaft und Gesundheit. Weiterhin unterstützen das rheinland-pfälzische Bildungsministerium, ggf. weitere Ministerien sowie die gesetzlichen Krankenkassen (GKV) ihre Arbeit.

## Geschichte
Am 18. Juli 1973 erfolgte die Eintragung der Landeszentrale für Gesundheitserziehung in Rheinland-Pfalz e.V. (LZG) ins Vereinsregister beim Amtsgericht Mainz. 1992 beschloss die Mitgliederversammlung die Namensänderung in Landeszentrale für Gesundheitsförderung in Rheinland-Pfalz e.V. (LZG). Die Umbenennung sollte verdeutlichen, dass die LZG keine belehrende Funktion einnimmt, sondern in erster Linie der Unterstützung zu einem eigenverantwortlichen Gesundheitshandeln dient.

## Motto: „Eine gesunde Zukunft gestalten“
Die LZG arbeitet auf der Grundlage eines ganzheitlichen Gesundheitsverständnisses, wie es auch die Weltgesundheitsorganisation (WHO) vertritt. Prävention und Gesundheitsförderung sind nach dieser ganzheitlichen Sicht der Aufgabe verpflichtet, einerseits krankmachende Einflüsse (pathogene Risikofaktoren) zu verringern und andererseits die Entwicklung gesundheitsfördernder Chancen und Potenziale (gesundheitsfördernde Schutzfaktoren) zu unterstützen. Eine Gesundheitsförderung in diesem Sinne richtet sich an Menschen aller Altersgruppen und Lebensphasen. Dabei stützt die LZG sich auf die Expertise aus der Wissenschaft und der Vertragspartner im Gesundheitswesen.